# Давронов, Абдували Усманович
Давронов Абдували Усманович (тадж. Давронов Абдували Усмонович родился 29 мая 1957, с. Ворух, Исфара — 5 января 2013, Душанбе) — он таджикский филолог-литературовед, литературный критик и переводчик, доктор филологических наук (2008), профессор, член Союза писателей Республики Таджикистан (1995) и еще он член Союза писателей Армении (2003), член Союза переводчиков стран СНГ и Балтии (2009). Отличник образования Республики Таджикистан (1997).

## Биография
Абдували Давронов в 1978 году окончил историко-филологический факультет Ленинабадский государственный педагогический институт, г. Худжанд. В 1981—1985 гг. был стажером-исследователем, аспирантом Института литературы им. Манука Абегяна АН Армянской ССР. Защитил кандидатскую и докторскую диссертации на тему «Связи армянской и таджикской литературы». В разные годы работал в Академии наук РТ и в Таджикском национальном университете. С 1999 года являлся заведующим кафедрой таджикского языка Российско-Таджикского (славянского) университета.

## Научная и творческая деятельность
Кроме педагогической деятельности, занимался изучением и исследованием проблем таджикской, русской и армянской филологии, в том числе таджикской современной прозы и поэзии, литературной критики, вопросами литературных связей, художественного перевода, истории и критики перевода. Его статьи о современной таджикской литературе получили высокую оценку в литературных кругах и многочисленных читателей. Он был автором 20 книг, сборников статей и монографий и более 350 научных, научно-популярных работ по проблемам современной таджикской поэзии и прозы, литературных связей (русско-таджикские, армяно-таджикские, дагестано-таджикские), истории и теории перевода, теории лит. и критики, опубликованных на страницах периодической печати Таджикистана, России, Франции, Ирана, Армении, Кыргызстана и Беларуси на тадж., рус. и армян. языках.

## Основные публикации
- Проблемы литературных связей. — Душанбе, 2000;
- Горизонты литературных связей. — Душанбе, 2000;
- Литература и действительность. — Душанбе, 2003;
- Литературные связи таджикского народа (в соавт.). — Душанбе, 2003;
- Литература и познание человека. — Душанбе, 2007;
- Таджикско-армянские литературные связи. — Душанбе, 2008;
- Орбита взаимодействий литератур. — Душанбе, 2009.
- Писатели Таджикистана (справочник). — Душанбе, 2003.